# Rosamunde Pilcher: Heimkehr
Rosamunde Pilcher: Heimkehr, Originaltitel Coming Home, ist ein Fernseh-Zweiteiler. Die Handlung basiert auf dem Roman Heimkehr von Rosamunde Pilcher aus dem Jahre 1995.

## Handlung
Im Mittelpunkt der Handlung – die vor, während und nach dem Zweiten Weltkrieg spielt – steht Judith Dunbar (Keira Knightley, später Emily Mortimer). Ihre Mutter schickt Judith in das Internat St. Ursula wo sie in England bleiben soll, während sie selbst mit Judiths jüngerer Schwester zu ihrem in Singapur arbeitenden Mann zieht. Anfangs ist Judith alles andere als glücklich mit diesem Schicksal. Als sie sich jedoch mit ihrer Klassenkameradin Loveday Carey-Lewis (Katie Ryder Richardson) anfreundet, und diese sie in ihre Welt der Reichen und Privilegierten einführt, ändert sich das. In den Sommerferien wird sie auf das prächtige Anwesen Nancherrow (Cornwall) der Carey-Lewis Familie eingeladen und von Lovedays Eltern und Geschwistern herzlich aufgenommen. Die Weihnachtsferien verbringt sie bei ihrer liebevollen Tante Louise, die während der Abwesenheit ihrer Eltern ihre Erziehungsberechtigte ist. Eigentlich mag sie die Tante sehr gern, aber das Leben dort setzt sie beständig den Nachstellungen Billy Fawcetts aus. Er war ein Freund des verstorbenen Gatten der Tante und geht dort ein und aus als ob es sein zuhause wäre. Er betatscht sie im Kino und überrascht sie beim Duschen – ihre Tante bekommt davon nichts mit.
Nachdem Tante Louise Judith ins Internat zurückgebracht hat, erleidet sie auf dem Rückweg einen tödlichen Verkehrsunfall. Auf der Beerdigung versucht Billy Fawcett erneut sich ihr zu nähern, aber sie weist ihn sehr selbstbewusst in seine Schranken und droht seine Übergriffe publik zu machen, sollte er ihr je wieder nahe kommen. Zu Judiths Überraschung, hat ihr die Tante – die viel wohlhabender war als gedacht – ihr gesamtes Vermögen vermacht. Der Reichtum ist groß genug um sie bis an ihr Lebensende gut situiert zu versorgen.
Zwei Jahre später wird die Handlung (nun mit Emily Mortimer als Judith) fortgesetzt. Bei einer Weihnachtsfeier, im Kreis von Lovedays Familie, wird ein Schmalfilm vorgeführt, in dem Mutter, Vater und Schwester ihr aus Singapur zum Geburtstag gratulieren. Später am Abend findet sie sich in einer Fensternische wieder, wo Lovedays älterer Bruder Edward (Paul Bettany) sie küsst und streichelt. Obwohl sie sich zu ihm hingezogen fühlt, lassen sie blitzartig aufscheinende Erinnerungsbilder zurückzucken, in denen Billy Fawcett auftaucht, wie er sie in ähnlicher Weise zu küssen und zu streicheln versuchte.
Dann taucht Gus (Heiko Deutschmann) auf und erobert mit seinem Charme, seiner Unbekümmertheit und seinen Zeichenkünsten Loveday im Sturm. Beim Nacktbaden im Meer und verliebten Neckereien kommen sie sich schnell näher und er wird Lovedays große Liebe.
Judith hat inzwischen einen eigenen Wagen und leistet sich ein Rennen mit Edward zum Pub. Dort treffen sie auf den angetrunkenen Billy Fawcett, der sich prompt wieder Anzüglichkeiten ihr gegenüber herausnimmt. Edward und andere Pubgäste schreiten ein. Wieder verliert sie ein Stück ihrer Zurückhaltung gegenüber Edward. In dieser glücklichen Zeit dreht sie selbst einen Schmalfilm voller heiterer und ausgelassener Szenen mit der Carey-Lewis Familie. Den Film sendet sie als Gruß nach Singapur. Tage später erliegt sie schließlich Edwards sanfter, beständiger Verführung und schläft mit ihm. Als er jedoch gleich danach klarstellt, dass er nichts Dauerhaftes will, zieht sie sich verletzt zurück und verlässt geradezu fluchtartig Nancherrow.
Schon in der nächsten Szene marschiert sie – ein Jahr später – uniformiert als Mitglied der Wrens für die Royal Navy in Portsmouth. – Der Zweite Weltkrieg hat begonnen. Dort in ihrer Dienststelle erfährt sie von Tante Lavinias Tod und fährt zu ihrer Beerdigung nach Nancherrow. Edward erklärt ihr bei dieser Gelegenheit, dass er – vermutlich durch den Krieg – erwachsener geworden sei und viel darüber nachdenke, worauf es im Leben wirklich ankomme. Er gesteht ihr seine tiefe Liebe und fragt sie, ob sie ihn heiraten wolle. Angesichts ihres Zögerns entschuldigt er sich für sein früheres selbstsüchtiges Verhalten und bittet sie nur, sich nicht gleich zu entscheiden, sondern in Ruhe über seinen Antrag nachzudenken.
Lovedays Vater Edgar (Peter O’Toole) bietet Judith an, das Anwesen in Nancherrow, das ihr mittlerweile zur Heimat geworden sei und das sie so sehr liebe, zu kaufen. Hocherfreut sagt sie zu.
Lovedays Mutter Diana (Joanna Lumley) fragt Judith, ob sie Edwards Heiratsantrag ablehnen werde. Diese begründet ihre voraussichtliche Ablehnung damit, dass sie ihn nicht liebe. Darauf erzählt ihr Diana, dass sie ihren Mann, Edgar, nie geliebt habe wie sie George Vernon geliebt habe, aber jener sei 1914 im Krieg gefallen während sie von ihm – ohne dass es ihre Eltern wussten – mit Athena schwanger war. Da habe sie sich an Edgar gewandt und der habe sich bereit erklärt, einzuspringen und sie führten seither eine wundervolle Ehe – auch ohne Liebe. Auf Judiths Frage ob Athena das wisse, stellt sie die Gegenfrage Wozu? Edgar sei ihr der beste Vater gewesen.
Kurz danach wird bekannt, dass Edwards Flugzeug abgeschossen wurde und er dauerhaft erblindet ist. Bei einem Besuch im Sanatorium deutet Judith an, dass sie den Heiratsantrag annehmen will, doch Edward entgegnet, dass er für den Rest seines Lebens blind sein werde und fragt ob das keinen Unterschied mache? Und als Judith das verneint, gibt er sarkastisch zurück, für ihn mache das sehr wohl einen Unterschied. Er wird zurück nach Nancherrow gebracht, aber er hat jeden Lebensmut verloren. Er beendet sein Leben, indem er ins Meer geht. In einem Abschiedsbrief an Judith gesteht er, dass er paradoxerweise im Krieg glücklich gewesen sei, weil er eine Aufgabe gehabt habe, sich nun aber nutzlos fühle und niemand mehr zur Last fallen wolle.
Loveday erfährt, dass ihr Verlobter, Gus, als vermisst gemeldet wird. Sie steigert sich immer mehr in die verzweifelte Vorstellung, dass er tot ist.
Judith zieht nach Portsmouth zu ihrer Tante, Admiral Summervilles Frau, um näher bei ihrer Dienststelle zu sein. Von Summerville erfährt sie, dass ihr Vater in Gefangenschaft geriet und das Schiff auf dem ihre Mutter und Schwester fliehen wollten, torpediert wurde. Sie macht sich deshalb große Sorgen.
Mit Jeremy Wells (George Asprey), einem Freund der Carey-Lewis-Familie, der sie seit dem Tag der ersten Begegnung liebt, als sie selbst nur Augen für Edward hatte, verbringt Judith eine leidenschaftliche Liebesnacht. Es scheint, als ob das der Anfang einer ernsthaften Beziehung wäre. Aber Jeremy ist nur kurz auf Heimaturlaub und muss – als Arzt – zurück auf ein Lazarettschiff.
Völlig überraschend lädt Loveday Judith zu ihrer Hochzeit ein. Nachdem – über ein Jahr nach der Vermisstmeldung – immer noch keine Neuigkeiten zu Gus kamen, sei sie überzeugt gewesen, dass er tot sei und habe sich für Walter (einen Freund des Hauses) entschieden; übrigens sei sie auch schwanger.
Jeremy hat sich für Lovedays Hochzeit ein paar Stunden freistellen lassen und hofft, Judith dort zu treffen. Da diese sich jedoch auf dem Hinweg verspätet, verpassen sie sich um Minuten. Er hatte ihr auch geschrieben, aber der Brief ging bei einem Angriff verloren. So verlieren sich die beiden wieder aus den Augen und hören jahrelang nichts mehr voneinander.
Der Krieg geht zu Ende und Judiths Nachforschungen ergeben, dass ihr Vater in Kriegsgefangenschaft starb, ihre Mutter als vermisst gilt und ihre Schwester Jessica, die von der Mutter getrennt wurde, in einem Internierungslager lebte, aber nun auf dem Weg nach England ist. Nach ihrer Ankunft wird es für Judith eine Herausforderung, mit dem vom Krieg traumatisierten, verstörten und beharrlich schweigenden Mädchen umzugehen. Sie meldet sie bei einem Arzt an. Beim Betreten der Praxis sieht sie überrascht, dass der Arzt Jeremy ist. Beide versuchen ihre Unbeholfenheit bei der unerwarteten Begegnung mit Jessica betreffenden medizinischen Gesprächen zu überspielen und verabschieden sich mit belanglosen Floskeln.
Lovedays Mutter erkennt in London in einem verwahrlosten Obdachlosen, jenen Gus, den Loveday für tot hält. Wie Jessica ist auch er psychisch schwer geschädigt vom Krieg und zeichnet schreckliche Bilder von ausgemergelten Gestalten in einem Gefangenenlager. Loveday eilt herbei und möchte gerne mit ihrem geliebten Gus da weitermachen, wo sie auseinandergerissen wurden. Aber er erklärt ihr, dass er nicht mehr der sei, den sie suche und sie lässt sich überzeugen, zu ihrem Mann und ihrem Sohn zurückzukehren.
Als Judith in den Beutel ihrer schlafenden Schwester sieht, den diese wie ihren größten Schatz hütet und nie aus der Hand gibt, findet sie darin die Filmrolle, die sie damals an ihre Familie geschickt hatte, mit Szenen aus den unbeschwerten, fröhlichen Tagen in Nancherrow. Sie betrachtet noch tränenüberströmt den Film, als Jessica dazukommt. Schluchzend liegen sich die Schwestern in den Armen solange der Streifen läuft. Und dann spielt Judith auch noch die Rolle mit den Geburtstagsgrüßen ab, die sie vor so langer Zeit aus Singapur erhalten hat. Da winken und lachen Vater und Mutter und eine kleine Jessica glücklich von der Leinwand während bei den Frauen die Tränen fließen.
Von da an redet Jessica wieder und kommt aus ihrer Apathie zurück ins Leben. Auch Judith und Jeremy sprechen sich aus und finden ihre Liebe wieder.

## Produktion
Die Serie wurde an zahlreichen Drehorten in Cornwall gedreht, darunter Godrevy, Lamorna, Lelant, Marazion, Penzance, Porthgwarra, Prideaux Place und St Michael’s Mount sowie Wrotham Park in Hertfordshire.

## Ausstrahlung
Im Vereinigten Königreich wurde die erste Folge am 12. April 1998 und die Zweite am 13. April 1998 ausgestrahlt. Im ZDF wurden die beiden Teile am 1. Juni 1998 und 7. Juni 1998 erstmals übertragen.

## Synchronisation
| Darsteller             | Sprecher          | Rolle                                     |
| ---------------------- | ----------------- | ----------------------------------------- |
| Peter O’Toole          | Sebastian Fischer | Colonel Edgar Carey-Lewis                 |
| Joanna Lumley          | Dagmar Heller     | Diana Carey-Lewis                         |
| David Macmillan        | Thomas Reiner     | Dobson                                    |
| Paul Bettany           | Philipp Moog      | Edward Carey-Lewis                        |
| Emily Mortimer         | Claudia Lössl     | Judith Dunbar                             |
| Katie Ryder Richardson | Katrin Fröhlich   | Loveday Carey-Lewis                       |
| Malcolm Stoddard       | Hartmut Reck      | Somerville                                |
| N. N.                  | Reinhard Brock    | Judiths Bekannter, Regierungsangestellter |